# 13843 Cowenbrown
13843 Cowenbrown eller 1999 XQ34 är en asteroid i huvudbältet som upptäcktes den 6 december 1999 av LINEAR i Socorro County, New Mexico. Den är uppkallad efter C. Owen Brown.
Asteroiden har en diameter på ungefär 3 kilometer.